# سباستین فلیتاس
سباستین فلیتاس (انگلیسی: Sebastián Fleitas; ۲۵ فوریهٔ ۱۹۴۷ – ۱۴ آوریل ۲۰۰۰) بازیکن فوتبال اهل پاراگوئه بود که در پست مهاجم بازی می‌کرد.
وی همچنین در تیم ملی فوتبال پاراگوئه بازی کرده‌است.